# Георгіївка (Синельниківський район)
Гео́ргіївка — село в Україні, у Синельниківському районі Дніпропетровської області. Входить до складу Раївської сільської громади. Населення за переписом 2001 року становить 194 особи. Орган місцевого самоврядування — Раївська сільська рада.

## Історія
12 червня 2020 року, відповідно до розпорядження Кабінету Міністрів України № 709-р від «Про визначення адміністративних центрів та затвердження територій територіальних громад Дніпропетровської області», увійшло до складу Раївської сільської громади.
19 липня 2020 року, в результаті адміністративно-територіальної реформи та ліквідації   Синельниківського (1923—2020) району, село увійшло до складу новоутвореного Синельниківського району.

## Географія
Село Георгіївка знаходиться 1,5 км від села Раївка і за 2,5 км від міста Синельникове. По селу протікає пересихаючий струмок з загатою. Поруч проходять автомобільна дорога Т 0401 і залізниця, станція Синельникове II за 4 км.

## Населення

### Мова
Розподіл населення за рідною мовою за даними перепису 2001 року:
| Мова       | Кількість | Відсоток |
| ---------- | --------- | -------- |
| українська | 181       | 93.3%    |
| російська  | 13        | 6.7%     |
| Усього     | 194       | 100%     |

## Інтернет-посилання
- Погода в селі Георгіївка [Архівовано 21 грудня 2011 у Wayback Machine.]